# Polícia judicial
Polícia Judicial é o órgão de polícia administrativa do Poder Judiciário do Brasil, criado e regulamentado pela Resolução 344/2020 do Conselho Nacional de Justiça (CNJ) para garantir a segurança pessoal e patrimonial das instalações judiciais.
A Polícia Judicial tem como objetivo a segurança nas suas instalações físicas, incluindo a proteção pessoal de autoridades judiciais, a quem compete também a promoção de condições para a segurança patrimonial, dessa forma exercendo o poder de polícia dentro das suas instalações.
São atribuições da polícia judicial, zelar pela segurança dos ministros do Supremo Tribunal Federal, dos ministros dos Tribunais Superiores e dos membros dos Conselhos, e quando necessário, aos seus familiares, em todo o território nacional e no exterior, quando em missão oficial, além de servidores e demais autoridades nas dependências sob a responsabilidade dos tribunais e juízos vinculados.

## Estrutura
A Polícia Judicial possui natureza de serviço auxiliar das seções judiciárias, tribunais e conselhos, além de ter por finalidade precípua o exercício especializado do poder de polícia na esfera do judiciário nacional. Integram a Polícia Judicial:
1. O Departamento Nacional de Polícia Judicial (DNPJ), como órgão superior;
2. A Academia Nacional de Polícia Judicial (ANPJ);
3. As unidades de Polícia Judicial das seções judiciárias, tribunais e conselhos.

A supervisão e a coordenação técnica da atuação das unidades integrantes da Polícia Judicial competem ao DNPJ.